# Niccolò Oddi
Niccolò Oddi (Perugia, 26 settembre 1715 – Arezzo, 25 maggio 1767) è stato un cardinale e arcivescovo cattolico italiano.

## Biografia
Nato a Perugia il 26 settembre 1715, Niccolò Oddi era figlio del conte Marcantonio Oddi, figlio del conte Francesco e di Donna Maria Vittoria Banchieri ( nipote di Papa Clemente IX Rospigliosi), ed era nipote del cardinale Giacomo Oddi.
Avviato alla carriera ecclesiastica, studiò presso l'Università La Sapienza di Roma, ove ottenne il dottorato in utroque iure il 16 novembre 1746.
Nominato vice-legato a Ravenna, divenne relatore della Sacra Congregazione per la Sacra Consulta. Referendario del Supremo Tribunale della Segnatura Apostolica di Grazia e Giustizia. Ricevette gli ordini minori il 26 dicembre 1753, il suddiaconato il 28 dicembre e il diaconato il 30 dicembre. Venne ordinato sacerdote il 1º gennaio 1754.
Eletto arcivescovo titolare di Traianopoli di Rodope il 14 gennaio 1754, venne consacrato vescovo il 20 gennaio successivo a Roma per le mani del cardinale Giacomo Oddi. Nominato nunzio apostolico a Colonia dal 12 febbraio 1754, passò alla nunziatura in Svizzera dal 4 dicembre 1759. Venne quindi nominato nunzio apostolico straordinario alla Dieta di Francoforte che elesse Giuseppe II d'Asburgo-Lorena il 21 gennaio 1764. Venne quindi trasferito dal 20 febbraio 1764 all'arcidiocesi di Ravenna.
Creato cardinale presbitero nel concistoro del 26 settembre 1766 con la dispensa per avere uno zio cardinale nel sacro collegio, ricevette la berretta ed il titolo di Santa Maria in Ara Coeli il 1º dicembre 1766. Legato pontificio in Romagna dallo stesso giorno, dall'8 maggio dell'anno successivo fu Sovrintendente delle Acque nella stessa Legazione.
Il 25 maggio 1767 morì ad Arezzo. La sua salma venne esposta e poi sepolta nella chiesa dei gesuiti di Arezzo dal momento che alcuni giorni prima di morire aveva fatto la professione ufficiale per entrare nella Compagnia di Gesù.

## Genealogia episcopale
La genealogia episcopale è:
- Cardinale Scipione Rebiba
- Cardinale Giulio Antonio Santori
- Cardinale Girolamo Bernerio, O.P.
- Arcivescovo Galeazzo Sanvitale
- Cardinale Ludovico Ludovisi
- Cardinale Luigi Caetani
- Cardinale Ulderico Carpegna
- Cardinale Paluzzo Paluzzi Altieri degli Albertoni
- Cardinale Gaspare Carpegna
- Cardinale Fabrizio Paolucci
- Cardinale Giorgio Spinola
- Cardinale Giacomo Oddi
- Cardinale Niccolò Oddi, S.I.